# Lasioglossum lieftincki
Lasioglossum lieftincki är en biart som först beskrevs av Michener 1980.  Lasioglossum lieftincki ingår i släktet smalbin, och familjen vägbin. Inga underarter finns listade i Catalogue of Life.